# راباکوو
راباکوو (به لاتین: Rabakov) یک منطقهٔ مسکونی در جمهوری چک است که در ناحیه ملادا بولسلاو واقع شده‌است. راباکوو ۲٫۰۷ کیلومتر مربع مساحت و ۶۱ نفر جمعیت دارد.